# آدنیزیا داسیلوا
آدنیزیا فریرا دا سیلوا (به انگلیسی: Adenízia da Silva) (زاده ۱۸ سپتامبر ۱۹۸۶) بازیکن تیم ملی والیبال زنان برزیل است. او به همراه تیم ملی برزیل توانست مدال طلا المپیک ۲۰۱۲ لندن را به دست آورد. او یکی از ستاه‌های تیم ملی برزیل است.